# Чишки (Чечня)
Чишки (чечен. ЧӀишка) — село в Шатойском районе Чеченской Республики в России.
Административный центр Чишкинского сельского поселения.

## География
Село расположено на левом берегу реки Аргун, чуть выше впадения в неё реки Шароаргун, в 30 км к югу от города Грозный и в 23 км к юго-востоку от Урус-Мартана.
Ближайшие населённые пункты: на севере — сёла ДТС «Чишки», Пионерское и Лаха-Варанды, на северо-востоке — село Дуба-Юрт, на востоке — село Дачу-Борзой, на юго-востоке — сёла Ярыш-Марды и на северо-западе — село Алхазурово.

## История
Село было образовано в октябре 1820 года представителями тейпа Варандой, переселенцами из села Шахь-Гирийн-Эвла, многократно до этого разгромленного русскими войсками В российских источниках впервые упоминается в 1835 году.. В 1852-м и 1858-м годах полностью уничтожалось русскими войсками. В 1944 году, после депортации чеченцев и ингушей, и упразднения Чечено-Ингушской АССР, селение Чишки было переименовано в Пионерское. После восстановления Чечено-Ингушской АССР, в 1958 году населённому пункту было возвращено его прежнее название — Чишки.
1 января 2020 года село вместе со всей территорией Чишкинского сельского поселения передаётся из состава Грозненского района в Шатойский район.

## Население
| 1990 | 2002 | 2010  |
| ---- | ---- | ----- |
| 1153 | ↘980 | ↗1186 |

## Образование
- Чишкинская муниципальная средняя общеобразовательная школа[11].